# A fuego lento (tango)
 «A fuego lento»  es un tango instrumental compuesto por Horacio Salgán, estrenado en 1953 y grabado por primera vez en 1955 por su autor el sello T.K. de la que se ha dicho que es "la marca del orillo de su autor".

## El autor
Horacio Adolfo Salgán (Buenos Aires, 15 de junio de 1916) es un pianista, compositor y director de orquesta argentino, considerado uno de los máximos referentes del tango y uno de los iniciadores del llamado "tango de vanguardia".

## Origen
Salgán contó que desde chico lo atrajo la ópera italiana y que en El barbero de Sevilla le había fascinado el aria de bajo titulada La calumnia donde el texto dice:”…va corriendo, va corriendo por la oreja de la gente…” que le dio una idea de algo que se sucede sin interrupción, y in crescendo. Esta fue una de las ideas que le llevó a escribir el que es “posiblemente el más vanguardista de todos mis tangos.

## Comentarios
Se ha dicho de este tango:

"Esta obra, de notable fuerza rítmica, comienza desarrollándose dentro de un clima musical al que podríamos llamar ´obsesivo´, siempre dentro de los cánones de lo milonguero. Después de una parte melódica, vuelve, hasta el final, a marcar ese ritmo avasallante y atrapador que lo distingue entre todos los tangos de corte semejante..."

Del Priore y Amuchástegui afirman que, sin perjuicio de que Salgán conservó la condición de vanguardista a lo largo de toda su carrera, A fuego lento:

"marca el punto más extremo de sus innovaciones en cuanto a composición se refiere: es el límite, consciente y voluntario, impuesto por su apego —por sensibilidad musical y afecto— a las formas más evolucionadas dentro de la tradición del género.”

## Grabaciones
Algunas de las grabaciones son las siguientes:
- Horacio Salgán en 1955 para el sello sello "T.K.", en "CBS Columbia", en 1959 con el Quinteto Real, en 1966 con la orquesta, en "Philips".
- Aníbal Troilo para el sello T.K.
- Octeto Buenos Aires dirigido por Astor Piazzolla
- Trío de Eduardo Rovira
- Sexteto Tango
- Trío Federico-Berlinghieri-Cabarcos
- Osvaldo Piro y su orquesta el 7 de febrero de 1979 para RCA Victor